# 学園ナイトメア
『学園ナイトメア』（がくえんナイトメア）は、方條ゆとりによる日本の漫画作品。スクウェア・エニックスのウェブコミック配信サイト『ガンガンONLINE』で2009年8月6日より2010年11月4日まで連載された（毎月第1木曜日更新）。
本作は、初連載である「迷想区閾」（『月刊ガンガンWING』2002年4月号 - 2003年1月号）以来、6年半ぶりとなるオリジナルの連載作品。

## あらすじ
広島県・備北地方。かつて鬼の住まう場所であったとの伝承が残るカルスト台地の中州に全寮制の女子中高一貫校・半崎学園がある。半崎学園では、生徒による自治を重んじる校風の中で在校生より選ばれる寮長に絶大な権限と裁量が与えられていた。
高等部1年生ながら北寮の寮長に抜擢された荊木鏡は夜間の見回り中、寮生が共用のPCを使ってインターネット上で流行している「ネットこっくりさん」に興じている所を見つけて止めさせる。そこへ1年生のオカルト少女・九十九坂クロエが通りかかり、鏡に「ネットこっくりさんを中断させた者は呪われる」と警告を発する。
鏡はクロエの警告を馬鹿馬鹿しいと気にも留めなかったが警告通りネットこっくりさんの霊に襲われ、身体を乗っ取られそうになった所をクロエに救われる。クロエの正体は、インターネット上に広まる都市伝説（フォークロア）――「ネットロア」を蒐集するコレクターだったのである。

## 登場人物
九十九坂クロエ（つくもざか クロエ）
半崎学園高等部1年薔薇組。一人称は「クロエさん」。普段はオカルト好きで鈍くさい少女だが、その正体はインターネット上に広まる都市伝説「ネットロア」のコレクター。蒐集したネットロアをトレーディングカード状にして保管する能力を持っており、霊との戦闘に際してはカードの能力を実体化して武器代わりにする。愛用の武器はNo.38のライフル「ワン・オブ・ア・サウザンド」。クリームコロッケが好物。
荊木鏡（いばらき きょう）
半崎学園高等部1年薔薇組。容姿端麗・成績優秀で1年生ながら北寮の寮長に抜擢される。四角四面で融通の利かないマニュアル人間で、スケジュール通りに行動しないと気が済まない所がある。寮生が共用のPCでネットこっくりさんに興じていた所を強制的に中断させたのが原因でネットこっくりさんの霊に襲われ、絶体絶命の所をクロエに救われたものの霊に取り憑かれて猫耳と尻尾が生えてしまう。珍獣・ピパゴンのぬいぐるみがお気に入り。
立花那子（たちばな なこ）
他校の1年生。ネットロアが半崎学園近辺に集結していることを嗅ぎ付けたコレクターの1人で、クロエが追い詰めたネットロアを横取りした。愛用の武器はNo.40の日本刀「トンカラトン」。ラーメンが大好物で、鏡と初めて会った時には尾道ラーメンに舌鼓を打っていた。

## ネットロア
コレクターはネットロアを捕獲・蒐集する能力を持っている。捕獲したネットロアを携帯電話で撮影し、カードアルバムに転写することでその能力を自分のものにすることが出来る。カードの総枚数は不明。
| 番号 | 名称                       | 特徴                                                                                |
| ---- | -------------------------- | ----------------------------------------------------------------------------------- |
| 03   | 平成赤マント               | 平成の世に蘇った赤マントの怪人。仕込みナイフをマントに隠し持っている。              |
| 04   | 花子さん                   | ？                                                                                  |
| 05   | ネットこっくりさん         | インターネット上で再現されたこっくりさん。鏡に取り憑いている。                      |
| 06   | 守護霊さん                 |                                                                                     |
| 09   | 首なしライダー             |                                                                                     |
| 10   | 人面犬                     |                                                                                     |
| 12   | ひとりかくれんぼ           | 降霊術の一種。相手の思考を読んで自在に姿を変える。                                  |
| 14   | 殺人理科室                 |                                                                                     |
| 19   | あめふり唄                 |                                                                                     |
| 20   | 校庭を走る二宮金次郎       |                                                                                     |
| 22   | 客の消えるブティック       |                                                                                     |
| 26   | 井戸の妖精                 |                                                                                     |
| 27   | シッシー                   | 学園に面するカルデラ湖・神龍湖に棲むと噂されるUMA。傷口を舐めて治療する能力を持つ。 |
| 33   | 怪人アンサー               |                                                                                     |
| 35   | 小さなおっさん妖精         |                                                                                     |
| 38   | ワン・オブ・ア・サウザンド | 「西部を制した銃」の異名を持つライフル。クロエ愛用の武器。                          |
| 40   | トンカラトン               |                                                                                     |
| 42   | 地図から消された村         |                                                                                     |

## 書誌情報
- 方條ゆとり 『学園ナイトメア』 スクウェア・エニックス〈ガンガンコミックスONLINE〉、全3巻
  1. 2010年2月22日初版発行（同日発売）、ISBN 978-4-7575-2802-4
  2. 2010年7月22日初版発行（同日発売）、ISBN 978-4-7575-2938-0
  3. 2011年2月22日初版発行（同日発売）、ISBN 978-4-7575-3138-3